# Syriens nationella försvarsstyrkor
Syriens nationella försvarsstyrkor (SNF) (قوات الدفاع الوطني Quwāt ad-Difāʿ al-Watanī) är en regeringsvänlig milis i Syrien. Den bildades 2013 och organiserades av den syriska regeringen som en reservkomponent av hemvärnstyp till Syriens krigsmakt. 

## Tillkomst
SNF bildades 2013 av den syriska regeringen genom att förena lokala regeringsvänliga milister till en övergripande organisation, Förebilden är den iranska Basijmilisen och SNF har byggts upp med stöd av det iranska revolutionsgardet och Hizbollah.  

## Organisation
SNF består av förband bildade av frivilliga vilka är beredda att kämpa mot regeringens fiender. Till skillnad från Shabiha är NSF avlönad och utrustad av den syriska regeringen. SNF uppges ha cirka 100,000 medlemmar (2013). Bland medlemmarna i SNF tenderar arbetslösa, alawiter, shiiter, druser och sådana grupper som utsatts för Daeshs terror att  vara överrepresenterade. 

## Relationer till andra grupperingar
SNF har i allmänhet haft vänskapliga relationer med de Syriska demokratiska styrkorna. På våren 2018 deltog förband från SNF i försvaret av det SDF-kontrollerade Afrin mot ett storskaligt turkiskt anfall.